# Farní sbor Slezské církve evangelické augsburského vyznání v Jablunkově-Návsí
Farní sbor Slezské církve evangelické augsburského vyznání v Jablunkově-Návsí je sborem Slezské církve evangelické augsburského vyznání v Návsí. Sbor spadá pod Jablunkovský seniorát.
Sbor vznikl u tolerančního kostela. V důsledku rozdělení Těšínska se roku 1932 odloučil filiální sbor v Jistebné a připojil se ke sboru ve Visle (k dočasnému sloučení došlo během druhé světové války).
Roku 1950 vznikl odloučením sbor v Hrádku; roku 2009 vznikl stejným způsobem sbor v Písku u Jablunkova.

## Pastoři (faráři), administrátoři a jiní ordinovaní služebníci sboru
- Josef Paulini (1792–1804)
- Karel Josef Nikolaides (1804–1820)
- Josef František Schimko (1821–1826)
- Jan Winkler (1826–1874)
- Franciszek Michejda (1874–1921)
- Jan Szeruda (1917–1919)
- Karol Krzywoń (1919–1939, 1948-1954)
- Gustaw Szurman (1931–1948, 1955-1977)
- Leopold Pawlas (1945-1987)
- Anna Bystrzycka (seniorátní vikářka) (1973-1976)
- Bogusław Kokotek (1977-1986) [† 2016]
- Jerzy Czyż (1986-1989)
- Karol Santarius (1987-1989)
- Jan Wacławek (1990-2017)
- Vladislav Szkandera (1992-1993)
- Erich Bocek (seniorátní vikář) (1993-1996), (administrátor) (2011-2016)
- Vlastimil Ciesar (vikář) (1996-1997)
- Martin Piętak (vikář) (1997-1999)
- Jiří Chodura (1999-2010)
- Jan Fojcik (diakon) (2009–2016), pastor (od roku 2016)
- Roman Raszka (od roku 2018)

## Kurátoři sboru
- Adam Fizek
- Adam Sikora
- Adam Sikora II
- Jan Młynek (1923–1940, 1945–1949)
- Viktor Thomann (1940–1945)
- Pavel Sikora (1949–1950)
- Josef Kubik (1950–1956)
- Pavel Sikora II (1956–1975)
- Karel Suszka (1975–1976)
- Jan Szmek (1977–1981)
- Karel Sikora (1981-1999) [† 2017]
- Karel Rusz (1999–2019)
- Ing. Robert Sikora (od roku 2019)

## Zajímavosti
Roku 1900 byl ve sboru založen smíšený pěvecký sbor, který existuje až do současnosti.